# Just a Baby Boy
"Just a Baby Boy" é uma canção do rapper Snoop Dogg com o cantor de R&B Tyrese para a trilha sonora do filme Baby Boy, de 2001.

## Faixas
| formatos |                                   |         |  |
| N.º      | Título                            | Duração |  |
| 1.       | "Just A Baby Boy" (Radio Edit)    | 4:00    |  |
| 2.       | "Just A Baby Boy" (Instrumental)  | 4:16    |  |
| 3.       | "Just A Baby Boy" (Call-Out Hook) | 0:24    |  |
| 4.       | "Just A Baby Boy" (Hip-Hop Mix)   | 4:00    |  |

## Desempenho nas paradas
| Paradas (2001)                                 | Melhor posição |
| ---------------------------------------------- | -------------- |
| Estados Unidos (Billboard Hot 100)             | 90             |
| Estados Unidos (Billboard R&B/Hip-Hop Songs)   | 40             |
| Estados Unidos (Billboard R&B/Hip-Hop Airplay) | 38             |
| Estados Unidos (Billboard Rhythmic)            | 34             |